# Tiream
Tiream es una comuna ubicada en el distrito de Satu Mare, Rumania.

## Superficie
Posee una superficie de 54,76 kilómetros cuadrados.

## Demografía
Hasta 2021 la población era de 2068 habitantes, con una densidad de población de 37,76 habitantes por kilómetro cuadrado.